# Emerging Ireland
Emerging Ireland es una selección de rugby de la isla de Irlanda, regulada por la Irish Rugby Football Union.
Mientras que la selección absoluta de Irlanda participa de la Copa del Mundo y del Seis Naciones y los Ireland Wolfhounds se enfrentan a otras selecciones secundarias como los England Saxons y Scotland A; Los Emergings constituyen la tercera selección e intervienen en torneos patrocinados por World Rugby principalmente contra selecciones de nivel 2.

## Reseña histórica
El equipo se crea en el 2013 y debuta en la I Tbilisi Cup de Georgia, allí perdió su único partido hasta la fecha cuando cae derrotado frente a un equipo sudafricano por 19 a 8.
Al año siguiente concurre a la IX Nations Cup en Bucarest. Se corona campeón al vencer a Rusia, Uruguay y Rumania con marcadores abultados.
Su última presentación fue en 2015, en otra edición de la Tbilisi Cup, donde se ubicó nuevamente en la tabla de posiciones con máximo puntaje.

## Palmarés
- Nations Cup (1): 2014
- Tbilisi Cup (1): 2015

## Participación en copas
- Tbilisi Cup 2013: 2º puesto[6]
- Nations Cup 2014: Campeón invicto[7]
- Tbilisi Cup 2015: Campeón invicto[8]